# 올드 다크 하우스 (1963년 영화)
《올드 다크 하우스》(영어: The Old Dark House)는 미국과 영국에서 제작된 1963년 코미디 공포 영화이다. 동명의 1932년 영화를 리메이크하였다. 윌리엄 캐슬이 연출과 제작을 맡고, 톰 포스턴 등이 출연하였다.

## 출연진
- 톰 포스턴
- 로버트 몰리
- 저넷 스콧
- 조이스 그렌펠
- 머빈 존스
- 퍼넬라 필딩
- 피터 불
- 대니 그린
- 존 하비

## 기타 제작진
- 협력 제작: 도나 홀러웨이
- 미술: 버나드 로빈슨
- 의상: 몰리 아버스넛